# Bassin du moyen Danube
La bassin du moyen Danube est un bassin hydrographique d'Europe centrale, traversé par le Danube du nord-ouest au sud-est. Les verrous de Schlögener Schlinge en amont et des Portes de fer en aval le séparent respectivement des bassins du haut-Danube (Allemagne, Haute-Autriche) et du bas-Danube (Bulgarie, Roumanie, Ukraine). En Hongrie, le bassin du moyen Danube est appelé tantôt « bassin pannonien » du nom de la Pannonie antique, qui ne comprenait que la partie sud-ouest du bassin du moyen-Danube sur la rive droite du fleuve, tantôt « bassin carpatique », du nom des Carpates. Il y est aussi fréquemment confondu avec la « plaine de Pannonie » ou « grande plaine hongroise » qui en occupe le centre. Ces dénominations proviennent du vocabulaire des historiens hongrois qui désignent le territoire de la Hongrie historique (történelmi Magyarország) et ce qui s'y rapporte, par les adjectifs « pannonien » et « carpathique » pour en évoquer l'étendue.

## Caractéristiques
Le bassin du moyen Danube, centré sur l'actuelle Hongrie mais débordant largement sur les pays voisins, est limité par des lignes de partage des eaux suivant les Alpes orientales à l'Ouest, le massif de Bohême au Nord-Ouest, les Alpes dinariques au Sud et les Carpates au Nord et à l'Est. Il recueille les eaux de ces massifs qui rejoignent le cours moyen du Danube, en son centre. L'exutoire du bassin est la gorge des Portes de Fer, où le Danube passe entre les Carpates et les contreforts du grand Balkan.
La plaine centrale dite « de Pannonie » s'est formée au centre du grand bassin sédimentaire du centre et du sud-est de l'Europe, qui résulte de l'assèchement de la mer de Pannonie du Pliocène et du lac Pannonien à l'Holocène.
Le climat est de type continental modéré avec une légère influence sub-méditerranéenne au Sud (plaine de la Posavine), avec des été chauds et orageux et des hivers assez froids. Bien que les précipitations ne soient pas très abondantes, il pleut quand même suffisamment pour que le bassin soit une importante zone agricole. Céréaliculture, élevage et apiculture dominent au centre, horticulture, élevage extensif ovin et industries minières et forestières sur le pourtour. Les sols de lœss et localement de tchernoziom y sont d'une grande fertilité. Écologiquement les forêts du bassin du moyen Danube appartiennent au biome des forêts tempérées décidues et mixtes d'Europe tempérée selon la classification du WWF : au centre l'on trouve des forêts mixtes pannoniques. La plaine centrale, moins arrosée, fait partie du biome de la steppe eurasienne (similaire à la prairie d'Amérique du Nord) ou de la steppe boisée, qui y ont couvert historiquement de grandes surfaces, et où les peuples cavaliers (Agathyrses, Avars, Iazyges, Magyars, Iasses, Pétchénègues, Coumans) ont longtemps vécu principalement d'élevage extensif, tandis que les Slaves et les Valaques pastoraux peuplaient les pourtours montagneux et leur payaient tribut. La steppe centrale étant moins densément peuplée, et souvent marécageuse, était appelée Puszta, du terme slave Pustynia ou Пустыня : « désert ».

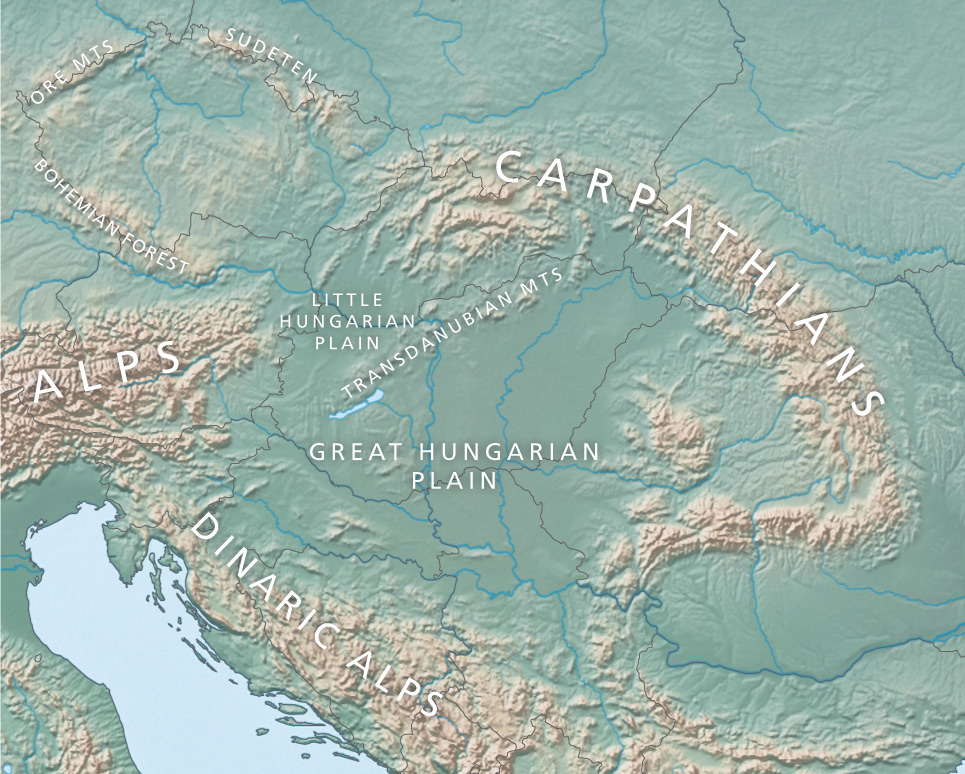
Le bassin du moyen Danube.

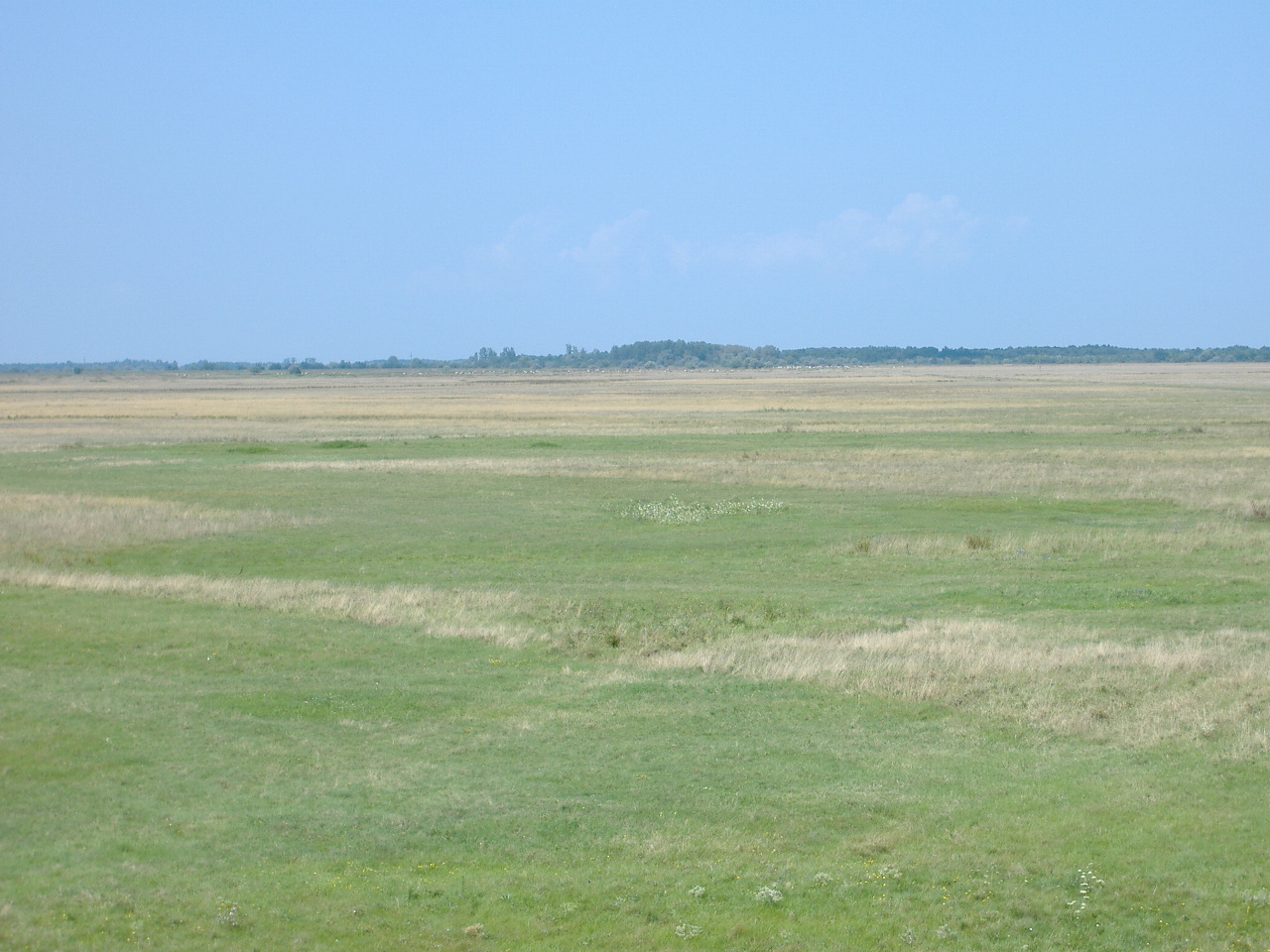
Paysage de puszta (parc national de Hortobágy en Hongrie).

Carte détaillée du bassin du moyen Danube.

## Pays
Longtemps entièrement inclus dans l'Empire des Habsbourg dont il formait le fertile cœur agricole, le bassin du moyen Danube est aujourd'hui divisé entre dix pays européens : l'Autriche, la Hongrie, la République tchèque, la Slovaquie, l'Ukraine, la Roumanie, la Serbie, la Bosnie-Herzégovine, la Croatie et la Slovénie.
Cinq capitales européennes sont situées dans le bassin du moyen Danube : Vienne (Autriche), Bratislava (Slovaquie), Budapest (Hongrie), Zagreb (Croatie) et Belgrade (Serbie). Quatre de ces capitales sont situées sur le cours du Danube et une (Zagreb) sur la Save, affluent du Danube ; Belgrade est située sur la confluence de la Save et du Danube.

## Divisions
Le bassin du moyen Danube est divisé en deux parties approximativement égales, à leur tout subdivisées.
Au Sud-Ouest se trouve la plaine de Pannonie, elle-même subdivisée par les monts médians transdanubiens (en hongrois : Dunántúli-középhegység) : la partie nord-ouest est appelée plaine (ou province) de Pannonie occidentale, et la partie sud-est plaine (ou province) de Pannonie orientale. Elles divisent la plaine en :
- plaine (ou province) de Pannonie occidentale :
  - bassin de Vienne,
  - petit Alföld,
- plaine (ou province) de Pannonie orientale :
  - grand Alföld,
  - monts de l'île pannonienne (en serbe : Panonske ostrvske planine),
  - collines transdanubiennes (en hongrois : Dunántúli-dombság).

Au Nord-Est se trouvent les Carpates occidentales (que les Hongrois nomment « Haute-Hongrie ») entourant la dépression de Lučenec-Košice, et les Carpates ukrainiennes. Á l'Ouest, les Carpates roumaines (occidentales, orientales et méridionales) entourent le plateau transylvain.

## Mers et lacs préhistoriques du bassin du moyen Danube
Au centre du bassin du moyen Danube, la plaine de Pannonie est le fond, partiellement recouvert de lœss holocène, de l'ancien lac Pannonien, dernier avatar hydrographique et paléogéographique de la mer de Pannonie issue de la « mer Paratéthys » ou encore « mer Sarmatique » qui s'étendait au Miocène depuis les Alpes en Europe jusqu'à la mer d'Aral en Asie centrale, et qui est elle-même un reste de l'« océan Téthysien » antérieur. La mer de Pannonie a atteint son étendue maximale au Pliocène, période durant laquelle trois à quatre cents mètres de sédiments se sont déposés.